# Peter Howey
Peter Howey (sinh ngày 23 tháng 1 năm 1958) là một cựu cầu thủ bóng đá người Anh, từng thi đấu cho Huddersfield Town, Newport County, Scarborough & Frickley Athletic.